# 9424 Hiroshinishiyama
A 9424 Hiroshinishiyama (ideiglenes jelöléssel (9424) 1996 BN) a Naprendszer kisbolygóövében található aszteroida. Kobajasi Takao fedezte fel 1996. január 16-án.